# 黃啟輝
黃啟輝，台灣國立政治大學外語學院土耳其文系教授，為台灣土耳其語言及文化權威。中華民國教育部顧問室人文社會科學教育改進計畫台灣巴別塔第二外語網站成員。

## 著作
編著《土耳其語入門》，(台北︰國立編譯館，1990)
《土漢辭典 Türkçe – Çince Sözlük》第二版，(台北：政治大學東方語文學系，1998)

## 外部連結
- 中華民國台灣國立政治大學外語學院
- 中華民國教育部顧問室人文社會科學教育改進計劃台灣巴別塔第二外語網站[永久]